# Bonifaci Calvo
Bonifaci Calvo, o Bonifatz o Bonifacio (fl. 1253-1266), è stato un trovatore genovese del tardo XIII secolo.
Il solo resoconto biografico della sua vita (o parte di essa)  si trova nella vida di Bertolome Zorzi, nonostante sia il più importante trovatore genovese dopo Lanfranco Cigala. Della sua opera ci restano in totale diciannove componimenti poetici (quattro cansos, un planh e quattordici sirventes) e due descorts.
Bonifaci è noto per avere trascorso la maggior parte della sua carriera alla corte di Alfonso X di Castiglia, dove la lingua prevalente era il galiziano-portoghese. Scrisse comunque prevalentemente in occitano, concentrandosi sul sirventes a imitazione di Bertran de Born, ma utilizzando la lingua di corte compone due cantigas de amor e un componimento poetico multilingue. Scrisse inoltre un sirventes incitando Alfonso ad andare in guerra con Enrico III d'Inghilterra per la Guascogna, evento questo che fornisce una data affidabile per la composizione dell'opera (1253–1254). Oltre ai sirventes, compose canzoni d'amore nello stile di Arnaut Daniel, ma il suo lavoro più  rinomato è un planh per la morte della sua "signora".
L'idea che Bonifaci sia stato insignito del titolo di cavaliere da Ferdinando III di Castiglia e che ebbe una relazione amorosa con la nipote di Ferdinando, Berenguela, la quale gli ispira a comporre in galiziano-portoghese, è leggendaria, essendo basata su un passo inattendibile di Jean de Nostredame.
Nel 1266 Bonifaci ritorna in Lombardia, continuando a comporre in occitano, producendo due descorts con Scotto e Luchetto Gattilusio. Durante una guerra tra Genova e Venezia, Bonifaci compone un sirventes, "Ges no m'es greu, s'ieu non sui ren prezatz" (Poco m'importa di non essere stimato), in cui biasima i genovesi di avere permesso ai veneziani di vincere su di loro e imprecando contro questi ultimi. In risposta, Bertolome Zorzi, a un prigioniero di guerra veneziano, scrive "Molt me sui fort d'un chant mer[a]veillatz" (Mi son fatto molto meraviglia di una canzone), dove difende la condotta della sua patria, accusando Genova per la guerra. Secondo la vida di Bertolome, Bonifaci venne convinto dalla poesia di Bertolome e i due divennero amici, componendo insieme molte tenzones.